# 单小源
单小源（1990年1月26日—），出生于中國江苏，爲中國大陸男歌手和詞曲創作人。单小源早年以自创歌曲为主打，2011年签约竹书文化，2012年以一曲使用VOCALOID制作的《对话》而出名。有网友指出，他的声音和制作方式与许嵩相似。

## 音樂作品

### 部分自创歌曲列表
| 發行日期      | 歌曲名稱         | 备注                             |
| ------------- | ---------------- | -------------------------------- |
| 2011年3月7日  | 不同认为         | 与张兮合唱                       |
| 2011年12月1日 | 此昵称不存在     | 首次收录于同名EP                 |
| 2012年1月6日  | 宅男来福         | 首次收录于同名EP                 |
| 2012年3月7日  | 对话             | 女声部分使用VOCALOID制作         |
| 2012年3月30日 | 还有什么让你害怕 | 首次收录于同名EP                 |
| 2012年3月30日 | 我们的歌         | 首次收录于《还有什么让你害怕》EP |

### 专辑列表
（精選集）
- 發行日期：2010年12月9日
- 發行介質：CD
- 唱片公司：伯乐爱乐文化
- 曲目數量：10

《南泥湾》（EP）
- 發行日期：2011年9月28日
- 發行介質：下载
- 唱片公司：竹书文化
- 曲目數量：1
- 打榜單曲：南泥湾

《此昵称不存在》（EP）
- 發行日期：2011年12月1日
- 發行介質：下载
- 唱片公司：竹书文化
- 曲目數量：1
- 打榜單曲：此昵称不存在

《宅男来福》（EP）
- 發行日期：2012年1月6日
- 發行介質：下载
- 唱片公司：竹书文化
- 曲目數量：1
- 打榜單曲：宅男来福

《还有什么让你害怕》（EP）
- 發行日期：2012年3月30日
- 發行介質：下载
- 唱片公司：竹书文化
- 曲目數量：3
- 打榜單曲：还有什么让你害怕

## 争议
2012年3月7日，单小源在网上发布使用VOCALOID2的初音未来音源制作的《对话》，歌词与先前的单曲《不同认为》一样。单小源的经纪公司宣称这首歌会于2012年3月8日在上海体育场转播的初音演唱会上演唱，但因为歌词的问题遭到初音粉丝的不满，而官方表示这首歌不会在演唱会上演唱，也并没有专为上海观众的演出安排。在之后推出的EP《还有什么让你害怕》也曾经打算收录这首歌，但因以上问题则没有收录。
之后单小源的经纪人潘冠对这件事作出回应：
我们合作《对话》是本着在感谢祭上回馈歌迷的，没想到引来网友如此强烈反应。至于歌词，那是单小源成名作《不同认为》，官方挑选这首歌是因为单小源在90后中的人气，和这首歌反应的是一个因现实困惑而分手的悲伤爱情故事。我们觉得这和初音未来的虚拟性是不谋而和的。因为她是虚拟空间的，那个世界没有浮华的势利观。其实我们就当一首感恩祭的歌发的。
 — 单小源的经纪人 潘冠
支持初音的粉丝于2012年3月9日至2012年5月19日内多次集体在百度贴吧的单小源吧里爆吧、在潘冠和单小源于多个网站的微博里示威，甚至制作多个有关事件的视频和音乐作品，以表达他们对单小源和经纪人的种种做法不满，和鼓励支持初音的粉丝与单小源继续抗争。有网民将示威行动命名为“39圣战”。
随后潘冠于2012年5月3日辞职。部分网站已删除了这首歌，但能在其他地方收听或下载。有人觉得单小源和经纪人的做法是炒作行为，也有人认为单小源是代其他人为他创作这首歌。